# Mandagout
Mandagout település Franciaországban, Gard megyében. Lakosainak száma 370 fő (2022. január 1.). Mandagout Arphy, Aulas, Saint-André-de-Majencoules, Le Vigan és Val-d'Aigoual községekkel határos.

## Népesség
A település népességének változása:
| Lakosok száma | 296  | 255  | 290  | 362  | 400  | 399  | 401  | 399  | 389  | 370  |
|               | 1968 | 1982 | 1990 | 2006 | 2013 | 2015 | 2017 | 2019 | 2020 | 2022 |